# Cruvièrs e las Corts
Cruvièrs e las Corts (en francès Cruviers-Lascours) és un municipi francès situat al departament del Gard i a la regió d'Occitània.